# Vojvodina Furlanija
Vojvodina Furlanija bila je jedna od velikih teritorijalnih lombardskih vojvodina, prva koja je osnovana. Bila je važan tampon između Lombardske Kraljevine Italije i Slavena. S vojvodinama Spoletom, Beneventom i Tridentom gospodari Furlanije često su pokušavali uspostaviti vlastitu neovisnost od kraljevske vlasti ustoličene u Paviji.

## Više informacija
- Popis vojvoda i markgrofova Furlanije